# Boloria pales
Boloria pales es un lepidóptero ropalócero de la familia Nymphalidae. (Denis & Schiffermüller, 1775).

## Distribución
Se distribuye por las principales cordilleras de Europa. En la península ibérica se encuentra a la cordillera Cantábrica y los Pirineos, entre los 1500 y los 2100 m s. n. m. aproximadamente.

## Hábitat
Prados alpinos con flores. La oruga se alimenta de Viola, Polygonum y Plantago.

## Periodo de vuelo e hibernación
Vuela en una sola generación entre finales de junio y agosto. Hiberna como oruga en una especie de capullo.

## Descripción

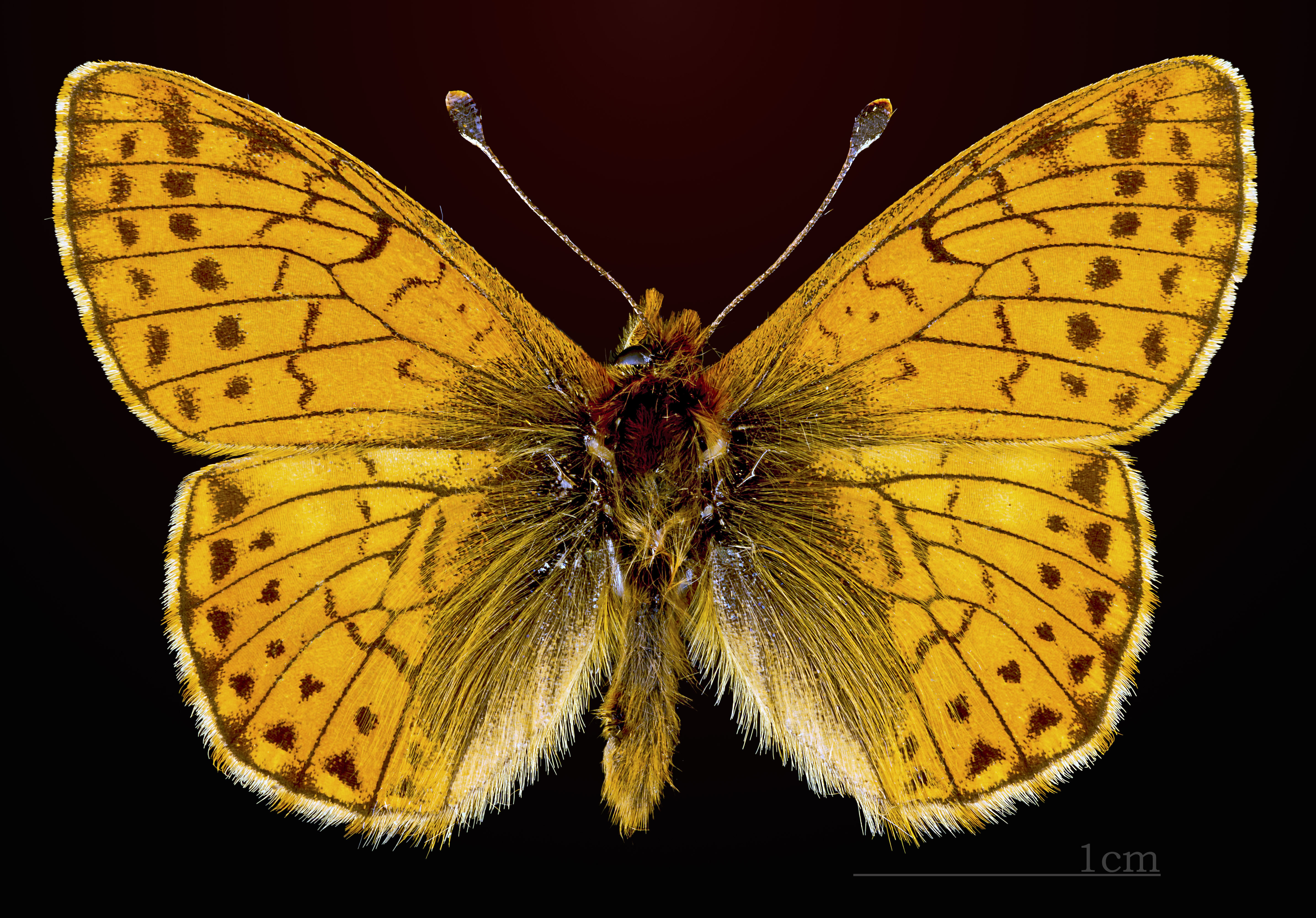
Boloria pales pales
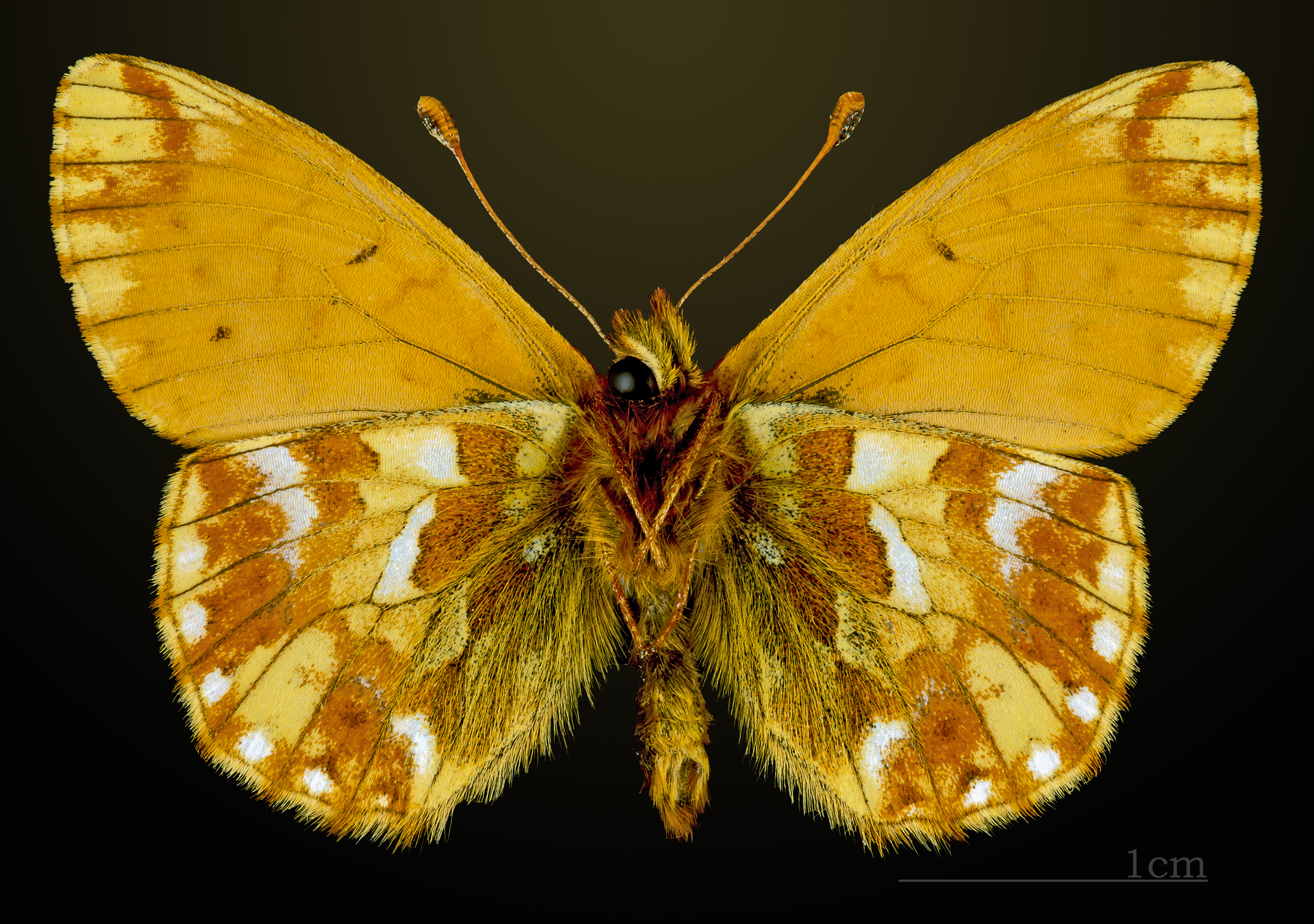
Underside Boloria pales pales
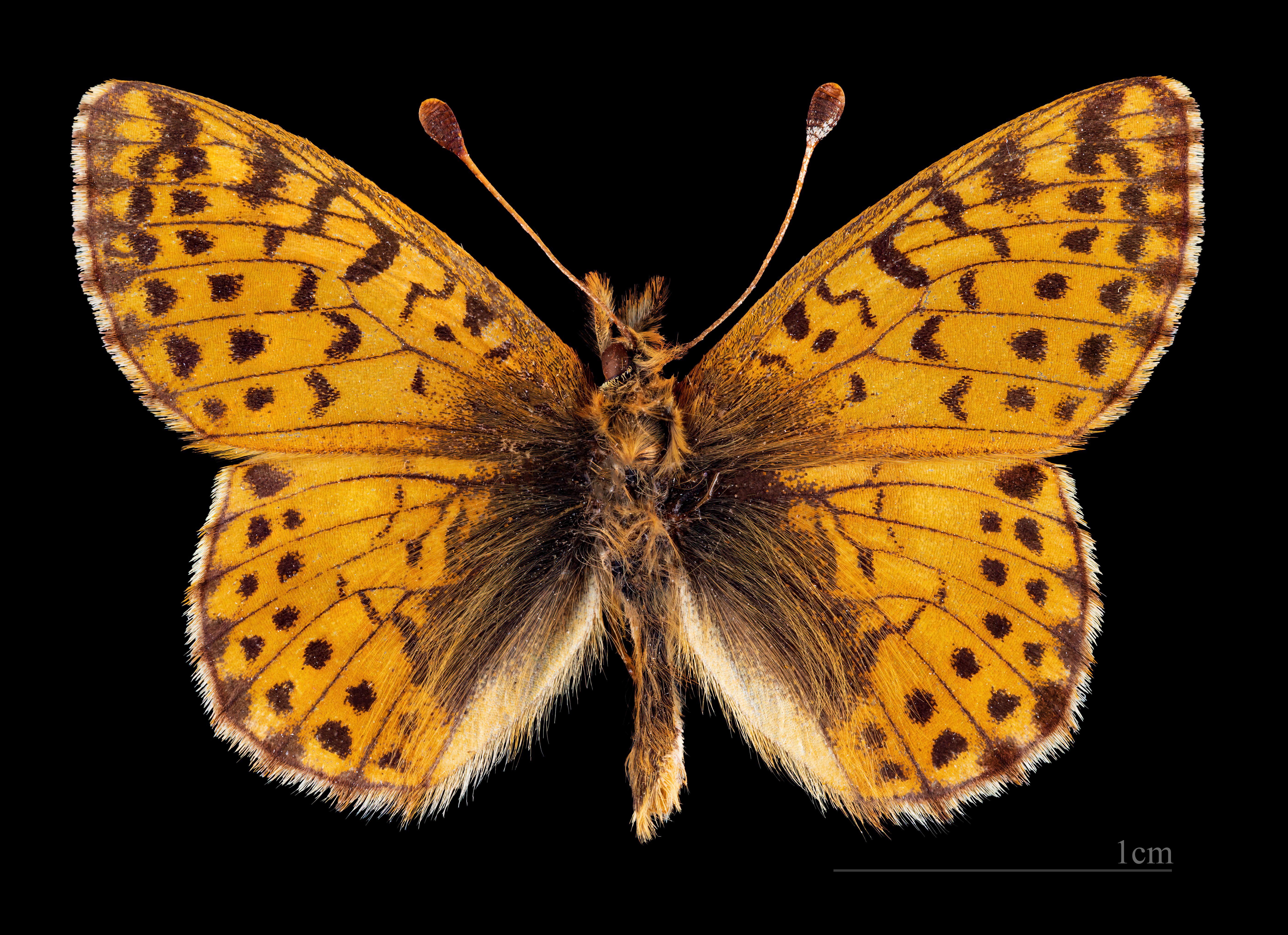
Boloria pales palustris
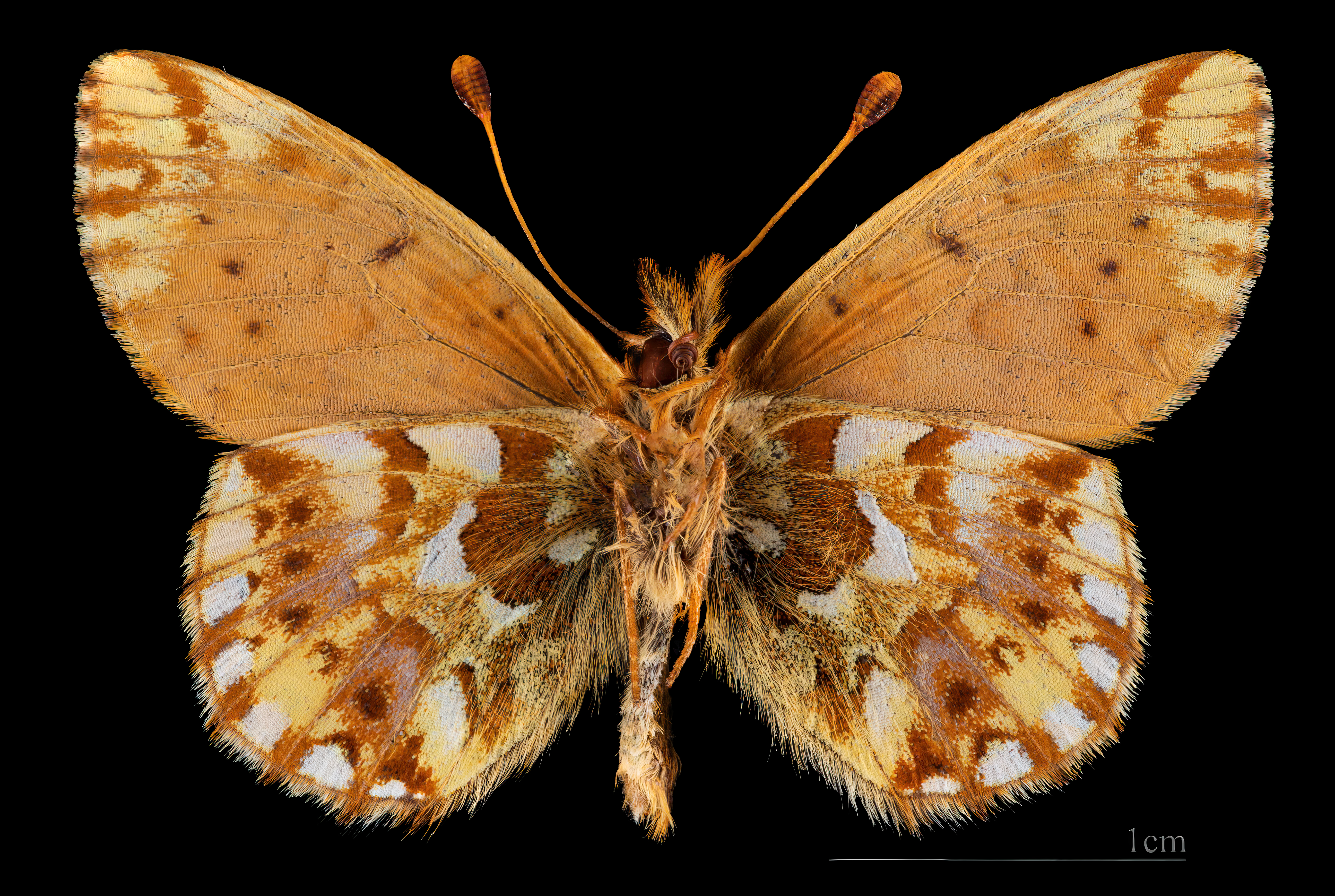
△  Boloria pales palustris
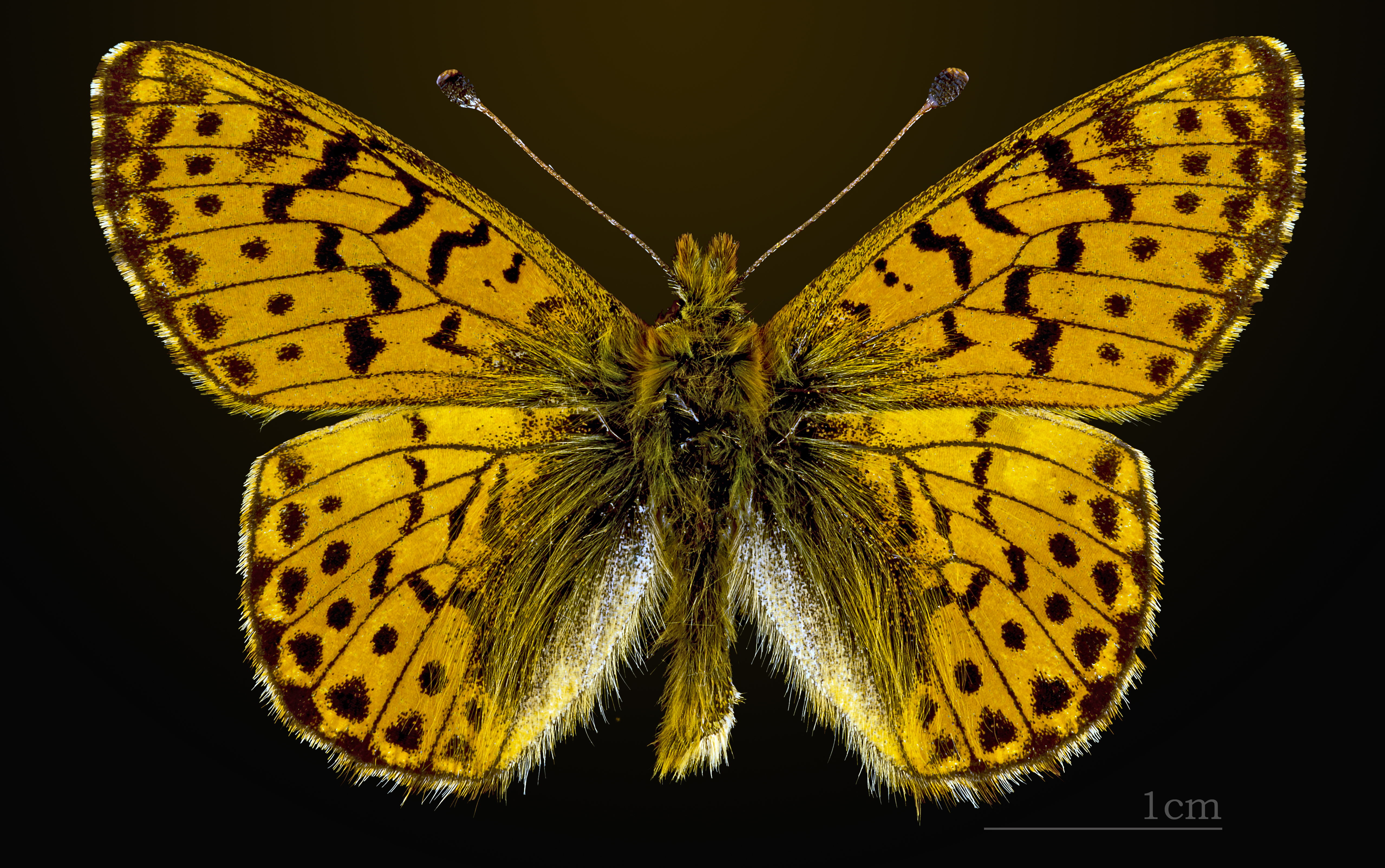
Boloria pales pyrenesmiscens
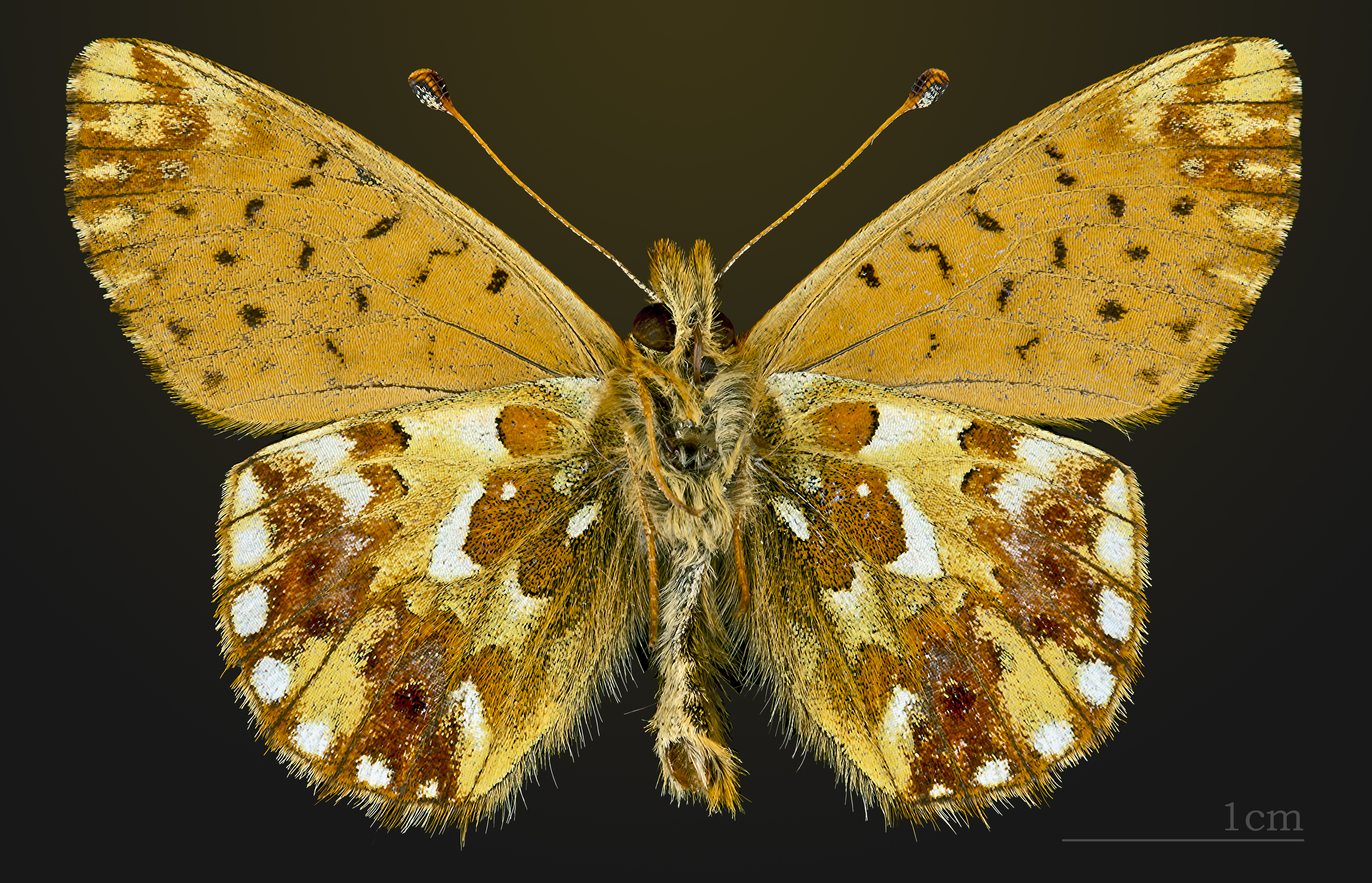
Underside Boloria pales pyrenesmiscens